# 遵義会議

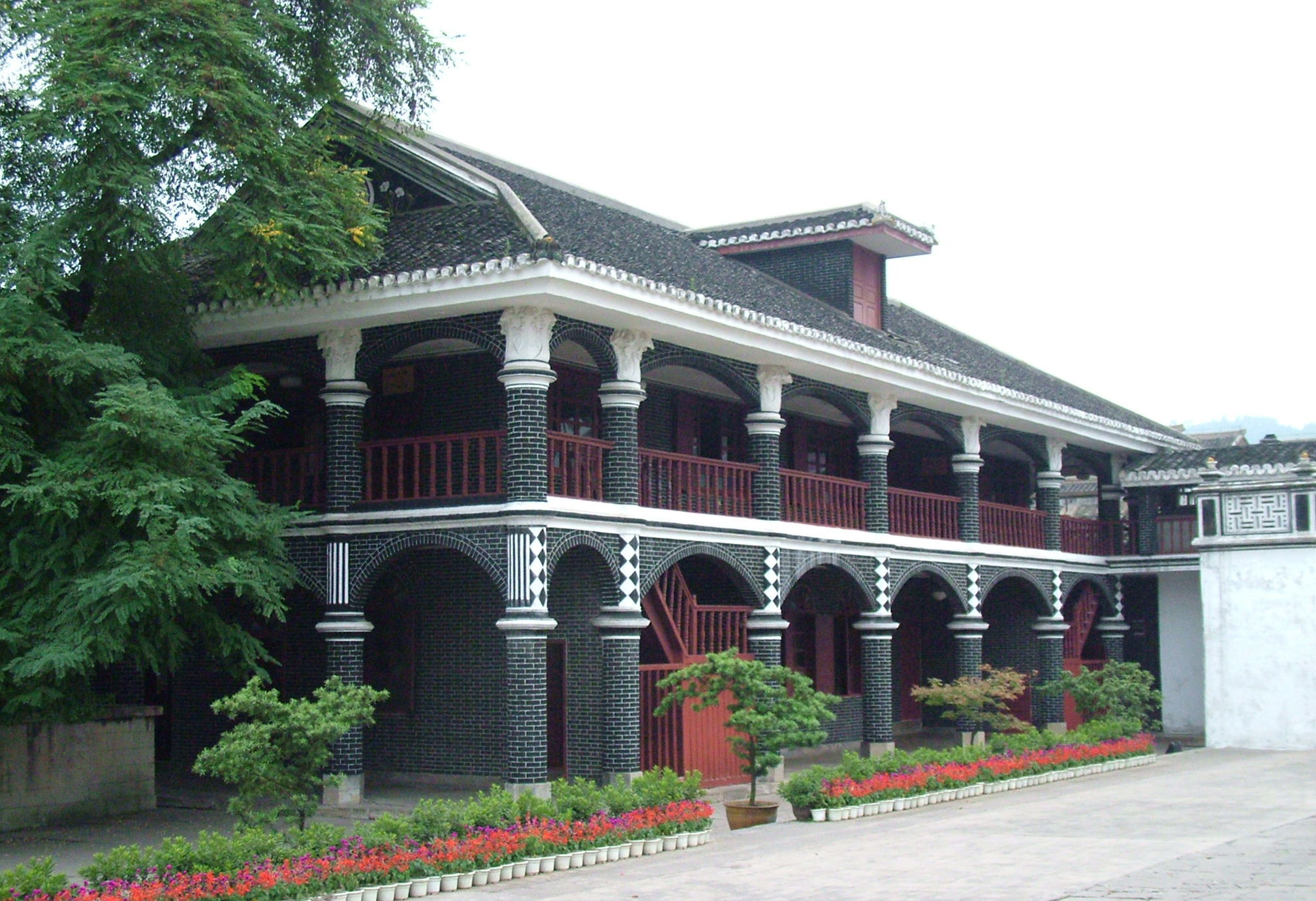
遵義会議の開催場所

遵義会議（じゅんぎかいぎ、中国語 遵义会议、ツンイーホイイー、Zūnyì huìyì、英語 Zunyi Conference）は、1935年1月15日から1月17日までの3日間、貴州省遵義県(現遵義市)で開催された中国共産党中央政治局拡大会議。この会議によって毛沢東が中央政治局常務委員に選出され、毛の軍事指導権が再び高まった。

## 場所
国民革命軍の第5次囲剿によって中華ソビエト共和国江西中央ソビエト区を放棄して長征を余儀なくされた紅軍は、毛沢東の提案によって国民革命軍の手薄な貴州省へ移動、1935年1月北部の中規模都市である遵義県に入り、県城の琵琶橋（後に子尹路80号となり、現在は紅旗路87号）にある、貴州軍二十五軍二師師長・柏輝章の邸宅を占拠した。ここで10日間留まり、本館二階の客間で今後の方針会議をおこなった。この邸宅は敷地面積が1万平方メートルを越え、中庭を囲むように建物が建てられている。この場所は1961年に第1回指定の「全国重点文物保護単位」となった。

## 出席者
※『遵義会議文献』による。氏名配列も同じ。
- 政治局委員(氏名の筆画順)

毛沢東、朱徳、陳雲、周恩来、張聞天、博古（秦邦憲）
- 政治局候補委員(氏名の筆画順)

王稼祥、鄧発、劉少奇、凱豊（何克全）
- 中央秘書長

鄧小平
- 紅軍総部と各軍団責任者

劉伯承、李富春、林彪、聶栄臻、彭徳懐、楊尚昆、李卓然
- コミンテルン派遣の軍事顧問

李徳（ドイツ人 オットー・ブラウン）、通訳 伍修権

## 決議事項
陳雲が書き記した『遵義会議政治局拡大会議伝達提綱』（この名称は1985年に後述の『遵義会議文献』においてつけられたもの）によると、以下の決議が行われた。
1. 毛沢東を中央政治局常務委員に選出する。
2. 張聞天に決議を起草させ、常務委員会に委託して審査した後、支部に送って討論する。
3. 常務委員の職務分担をさらに改める。
4. 党の最高権力集団である「三人団」（博古、オットー・ブラウン、周恩来）を解散して、朱徳と周恩来を引き続き軍事指揮者とし、周恩来は党内で委託された軍事全般について最後の決断を下す責任者とする。

この会議で博古らソ連留学組中心の指導部は失脚し、周恩来を軍事の最高指導者、張聞天を党中央の日常業務の責任者とする新指導部が発足した。しかし、まもなく周恩来は毛沢東に最高軍事指導者の地位を明け渡し、毛沢東が党内の実権を掌握していく。

## 合法性と検証
この期間、紅軍は長征中であり、全ての中国共産党指導者が会議に参加できたわけではない。このため、中国共産党内部でも遵義会議の決定事項に対しては疑義を唱えるものも少なからず存在し、長征終了まで若干の混乱を残すことになった。会議の時点で作成された資料もきわめて少なかった。
1985年1月、中共中央党史資料征集委員会、中央档案館編『遵義会議文献』(人民出版社)が公開発行され、「中共中央の敵の第五次“包囲討伐”反対に関する総括決議」(遵義会議決議)、陳雲「遵義政治局拡大会議伝達提綱」などが収録された。収録文献中、一次資料はこの2つを含む3種類である。「中共中央の敵の第五次“包囲討伐”反対に関する総括決議」の当時の油印版テキスト(中央档案館所蔵)冒頭部分の写真も収められている。これが、遵義会議で採択された決議を伝えるもので、会議の議論に対する採択結果を示す唯一の資料とされる（速記録や議事録は伝わっていない）。ただし、決議内容自体は1941年発行の『六大以来－党内秘密文件』などの内部発行資料集には収録されていた。
中国における共産党史研究において、中華人民共和国成立後に毛沢東の権威が高まっていった時期には、権威確立の淵源に触れる遵義会議の探求は「非常に危険」であり、文化大革命の時期にはほぼストップした。1980年代に研究が再開されると、資料や関係者の証言に基づいて「中共中央の敵の第五次“包囲討伐”反対に関する総括決議」は会議中の作成ではなく、終了後の2月8日に党政治局の会議で策定されたと考証された。さらにこの決議を起草したのが毛沢東ではなく張聞天だったことも明らかにされた。